# Archanara stattermayeri
Archanara stattermayeri là một loài bướm đêm trong họ Noctuidae.